# Hénonville
Hénonville ist eine französische Gemeinde mit 909 Einwohnern (Stand 1. Januar 2022) im Département Oise in der Region Hauts-de-France. Die Gemeinde liegt im Arrondissement Beauvais und ist Teil der Communauté de communes des Sablons und des Kantons Chaumont-en-Vexin.

## Geographie
Die Gemeinde im Quellgebiet der Troësne, in der auch der Sausseron entspringt, liegt mit dem Ortsteil Le Mesnil in der Landschaft Vexin an der südlichen Départementsgrenze rund vier Kilometer südsüdwestlich von Villeneuve-les-Sablons im Nordosten der Hügelkette Buttes de Rosne.

## Toponymie
In dem Ortsnamen ist der germanische Personenname Hanolt enthalten.
| 1962 | 1968 | 1975 | 1982 | 1990 | 1999 | 2006 | 2011 |
| ---- | ---- | ---- | ---- | ---- | ---- | ---- | ---- |
| 481  | 531  | 610  | 658  | 776  | 785  | 772  | 794  |

## Verwaltung

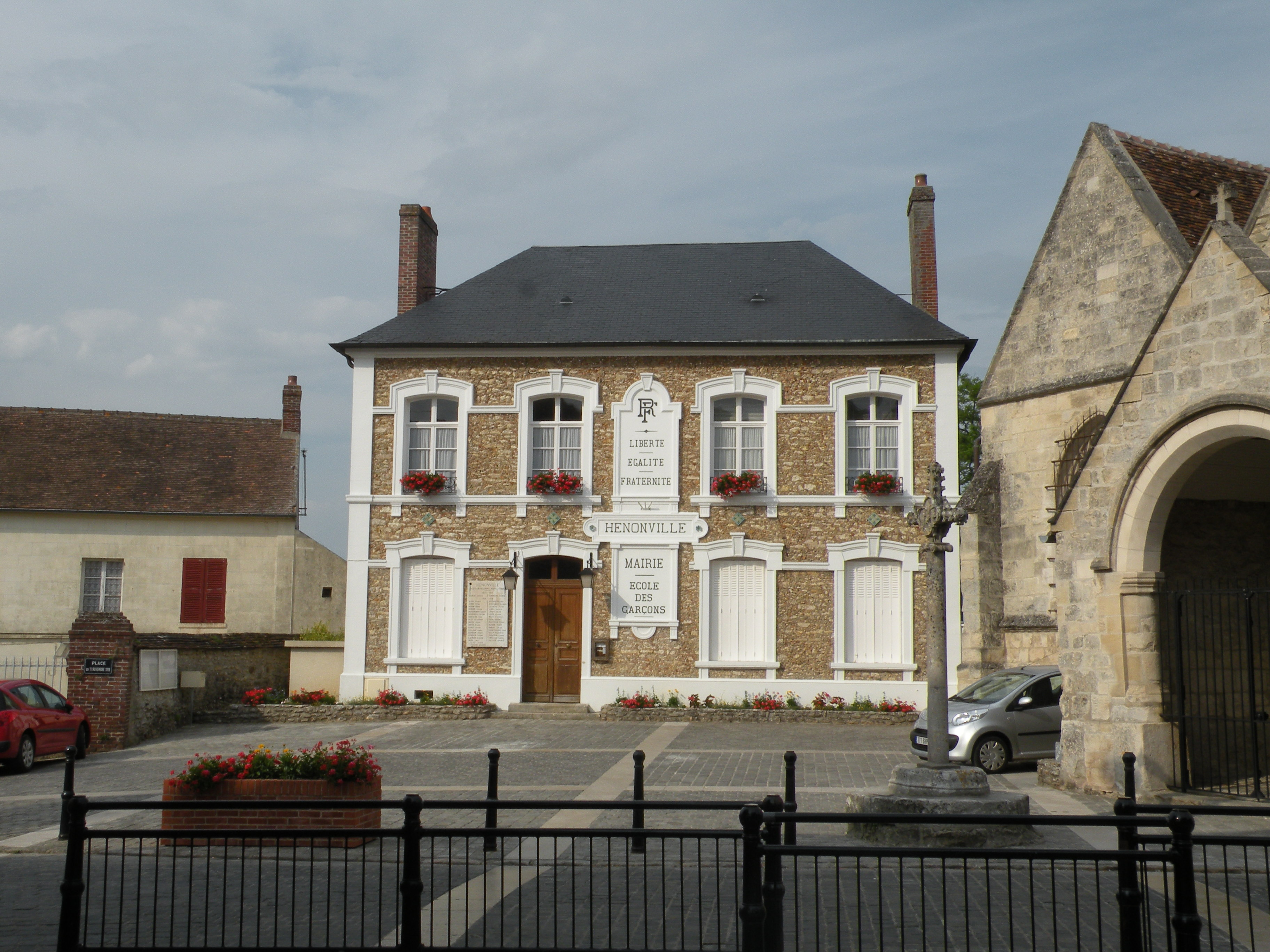
Mairie Hénonville

Bürgermeister (maire) ist seit 2014 Gérard Pacaud.

## Sehenswürdigkeiten

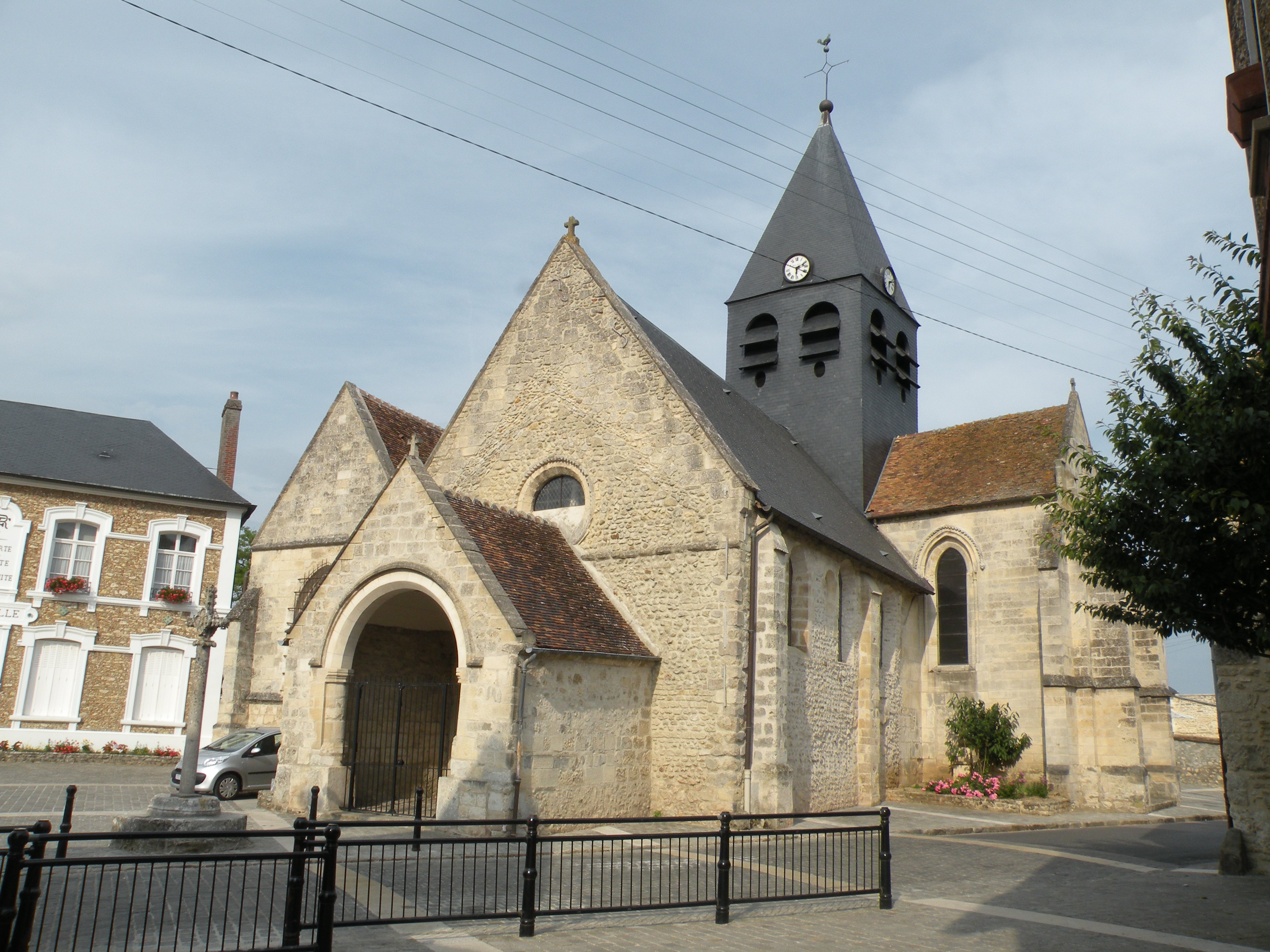
Dreifaltigkeitskirche mit Kreuz

- im Jahr 1722 unter Benutzung eines älteren Baus errichtete, zwischen 1765 und 1771 erneuerte Schloss mit vier Ecktürmen, 1900 von der Familie Bamberger erworben und nach wechselvollem Geschick um 1975 an die Gemeinde übergegangen, 1960 als Monument historique klassifiziert[1]
- Monumentalkreuz vor der Kirche, 1922 als Monument historique klassifiziert[2]
- Dreifaltigkeitskirche (12. bis 16. Jahrhundert)[3]
- Taubenhaus
- Gedenkstätte für die Besatzung eines im Zweiten Weltkrieg abgestürzten Militärflugzeugs